# Neuseeländische Cricket-Nationalmannschaft in Indien in der Saison 1964/65
Die Tour der neuseeländischen Cricket-Nationalmannschaft nach Indien in der Saison 1964/65 fand vom 27. Februar bis zum 22. März 1965 statt. Die internationale Cricket-Tour war Bestandteil der Internationalen Cricket-Saison 1964/65 und umfasste vier Tests. Indien gewann die Serie 1–0.

## Vorgeschichte
Indien spielte zuvor eine Tour gegen Australien, Neuseeland gegen Pakistan.
Das letzte Aufeinandertreffen der beiden Mannschaften bei einer Tour fand in der Saison 1955/56 in Indien statt.

## Stadien
Die folgenden Stadien wurden für die Tour als Austragungsort vorgesehen.
| Stadion                   | Stadt    | Kapazität | Spiele  |
| ------------------------- | -------- | --------- | ------- |
| Brabourne Stadium         | Mumbai   | 25.000    | 3. Test |
| Feroz Shah Kotla          | Delhi    | 48.000    | 4. Test |
| Eden Gardens              | Kalkutta | 82.000    | 2. Test |
| M. A. Chidambaram Stadium | Madras   | 46.000    | 1. Test |

## Kaderlisten
Die Mannschaften benannten die folgenden Kader.
| Test | Test |
| Indien | Neuseeland |
| --- | --- |
| - Nawab of Pataudi (K) - Chandu Borde - Bhagwath Chandrasekhar - Ramakant Desai - Salim Durani - Farokh Engineer (wk) - Baloo Gupte - Motganhalli Jaisimha - Budhi Kunderan - Vijay Manjrekar - Bapu Nadkarni - Dilip Sardesai - Hanumant Singh - Venkataraman Subramanya - Rusi Surti - Srinivas Venkataraghavan | - Richard Reid (K) - Frank Cameron - Richard Collinge - Bevan Congdon - Graham Dowling - Terry Jarvis - Ross Morgan - Dick Motz - Vic Pollard - Barry Sinclair - Bert Sutcliffe - Bruce Taylor - Graham Vivian - John Ward (wk) - Bryan Yuile |

## Tests

### Erster Test in Madras
| 27. Februar – 2. März Scorecard | Madras | Indien 397 (143.5) & 199-2d (58.1) | – | Neuseeland 315 (179) & 62-0 |
|                                 |        | Remis                              |   |                             |

Indien gewann den Münzwurf und entschied sich als Schlagmannschaft zu beginnen.

### Zweiter Test in Kalkutta
| 5. – 8. März Scorecard | Kalkutta | Neuseeland 462 (160) & 191-9d (91.1) | – | Indien 380 (105.5) & 92-3 (17) |
|                        |          | Remis                                |   |                                |

Neuseeland gewann den Münzwurf und entschied sich als Schlagmannschaft zu beginnen.

### Dritter Test in Bombay
| 12. – 15. März Scorecard | Bombay | Neuseeland 297 (129.2) & 80-8 (43) | – | Indien 88 (33.3) & 463-5d |
|                          |        | Remis                              |   |                           |

Neuseeland gewann den Münzwurf und entschied sich als Schlagmannschaft zu beginnen.

### Vierter Test in Delhi
| 19. – 22. März Scorecard | Delhi | Neuseeland 262 (125.1) & 272 (149.2) | – | Indien 465-8d (113.4) & 73-3 (9.1) |
|                          |       | Indien gewinnt mit 7 Wickets         |   |                                    |

Neuseeland gewann den Münzwurf und entschied sich als Schlagmannschaft zu beginnen.